# Leif Swärd

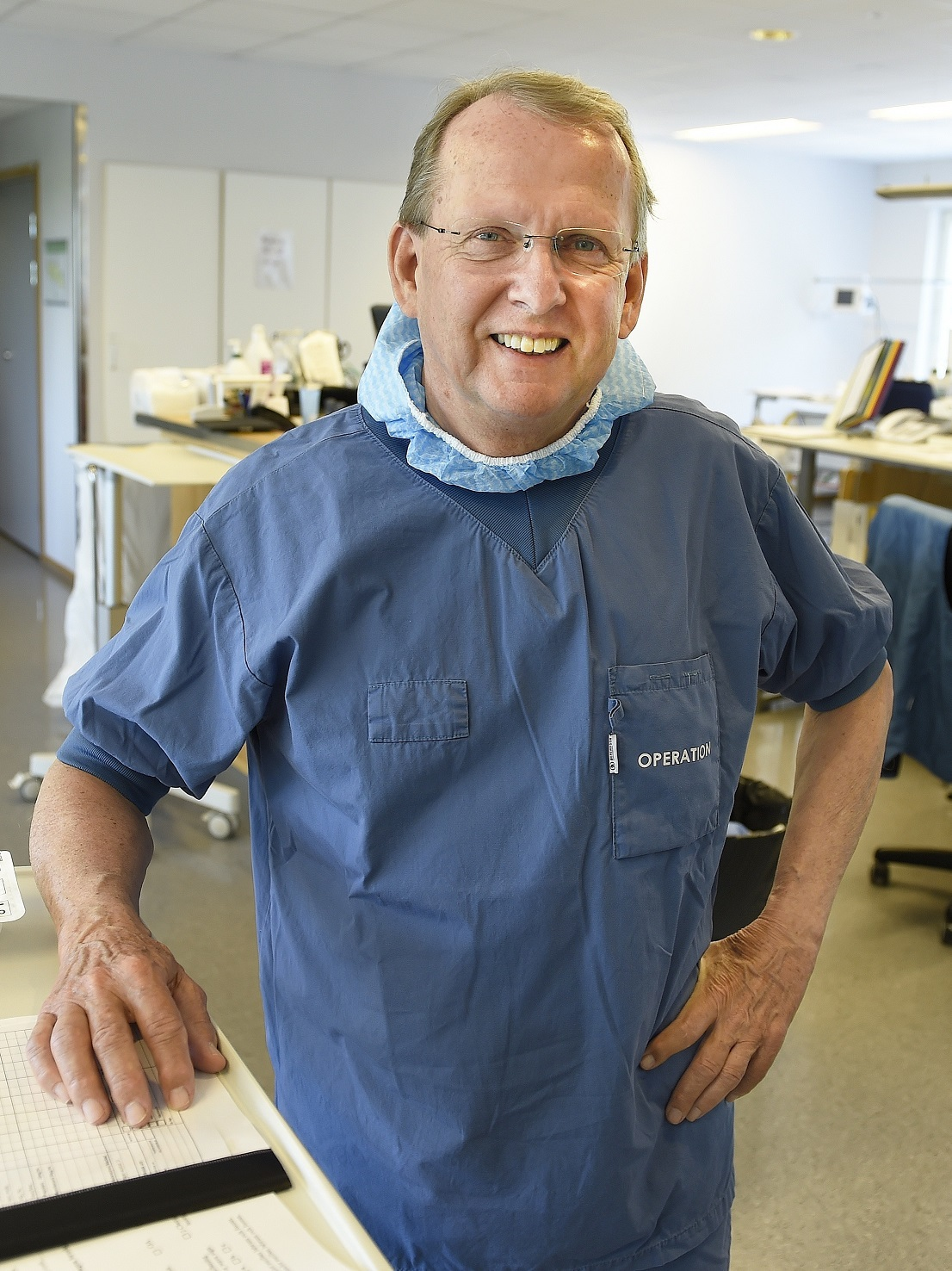
Leif Swärd

Leif Verner Swärd, född 1945, är en svensk idrottsläkare och ortoped.
Swärd var docent och överläkare i ortopedi på Sahlgrenska Universitetssjukhuset fram till 2007. Han har även varit IFK Göteborgs lagläkare (1982-2004) och jobbat med svenska fotbollslandslaget under förbundskaptenerna Olle Nordin och Tommy Svensson. 2002 blev han läkare för engelska fotbollslandslaget men är nu (2011) svenska fotbollslandslagets läkare. Han driver sedan 1997 Ortho Center IFK-Kliniken i Göteborg.